# Cementiri de Roques Blanques
El cementiri de Roques Blanques va ser inaugurat el 1984 al terme municipal del Papiol, a la serra de Collserola, en plena naturalesa, amb la qual pretén integrar-se. Es tracta d'un cementiri d'espais amplis que ofereix els seus serveis a la població de la comarca del Baix Llobregat. Destaquen els seus panteons i tombes a zones enjardinades, el Bosc de la Calma o els arbres familiars i el Jardí del Repòs, una zona que s'ofereix a les famílies per a dipositar les cendres amb total respecte pel medi ambient.